# سیارک ۲۸۱۶
سیارک ۲۸۱۶ (به انگلیسی: 2816 Pien، نامگذاری:1982SO) دو هزار و هشتصد و شانزدهمین سیارک کشف شده‌است که در ۲۲ سپتامبر ۱۹۸۲ کشف شد.
قدر مطلق سیارک برابر ۱۱٫۷۰ است.